# Список синодальных учреждений Русской православной церкви
Синодальные учреждения Русской православной церкви — учреждения Русской православной церкви, действующие при Священном синоде.
Синодальные учреждения создаются и упраздняются Поместными и Архиерейскими Соборами или Священным Синодом и подотчётны им. Главы синодальных учреждений назначаются Священным Синодом. Синодальные учреждения являются координационными органами по отношению к аналогичным учреждениям, действующим в пределах экзархатов или епархий.

## Список Синодальных и Патриарших учреждений
В настоящее время в число синодальных учреждений входят:
Структурные подразделения Московской патриархии
- Административный секретариат Московской патриархии;
- Управление делами Московской патриархии;
- Финансово-хозяйственное управление Московского патриархата;
- Правовое управление Московской патриархии;
- Издательство Московской Патриархии;

Синодальные отделы
- Отдел внешних церковных связей Московского патриархата (ОВЦС);
- Отдел религиозного образования и катехизации Русской православной церкви;
- Синодальный миссионерский отдел;
- Синодальный отдел по церковной благотворительности и социальному служению;
- Синодальный отдел по делам молодёжи;
- Синодальный отдел по взаимодействию с вооружёнными силами и правоохранительными органами;
- Синодальный отдел по тюремному служению;
- Синодальный отдел по монастырям и монашеству;
- Синодальный отдел по взаимоотношениям Церкви с обществом и СМИ;

Комитеты и Советы
- Учебный комитет Русской православной церкви;
- Синодальный комитет по взаимодействию с казачеством;
- Издательский совет Московского патриархата;
- Патриарший совет по культуре;
- Церковно-общественный совет при Патриархе Московском и всея Руси по увековечению памяти новомучеников и исповедников Церкви Русской;
- Экспертный совет «Экономика и этика» при Святейшем Патриархе Московском и всея Руси;

Синодальные и Патриаршие комиссии
- Синодальная библейско-богословская комиссия;
- Синодальная богослужебная комиссия;
- Синодальная комиссия по канонизации святых;
- Патриаршая комиссия по вопросам семьи, защиты материнства и детства;
- Патриаршая комиссия по вопросам физической культуры и спорта;
- Патриаршая наградная комиссия;
- Комиссия по делам старообрядных приходов и по взаимодействию со старообрядчеством (при Отделе внешних церковных связей);
- Комиссия по взаимодействию Русской Православной Церкви с музейным сообществом (при Патриаршем совете по культуре);

Прочие учреждения
- Синодальная библиотека Русской православной церкви;
- Московский Синодальный хор;
- Общецерковная аспирантура и докторантура имени святых равноапостольных Кирилла и Мефодия;
- Русская духовная миссия в Иерусалиме;
- Представительство Русской Православной Церкви при европейских международных организациях.

Упразднённые учреждения
- Патриаршая и Синодальная библейская комиссия (упразднена в 2009 году);
- Синодальная комиссия по экономическим и гуманитарным вопросам (упразднена в 2009 году).